# Nữ luật sư kỳ lạ Woo Young Woo
Nữ luật sư kỳ lạ Woo Young Woo (tiếng Hàn: 이상한 변호사 우영우) là bộ phim truyền hình Hàn Quốc năm 2022 với sự tham gia của Park Eun-bin trong vai chính, cùng với Kang Ki-young và Kang Tae-oh. Phim được phát sóng trên ENA từ ngày 29 tháng 6 đến ngày 18 tháng 8, 2022, vào thứ Tư và thứ Năm hàng tuần lúc 21:00 (KST) với 16 tập. Đồng thời phim cũng được phát trực tuyến trên nền tảng Netflix ở một số khu vực.
Nữ luật sư kỳ lạ Woo Young Woo đã lập kỷ lục về tỷ lệ người xem cao nhất trong lịch sử ENA. Phim được khán giả hoan nghênh khi tập cuối cùng đạt tỷ lệ người xem là 17,5% trên toàn quốc, trở thành bộ phim có tỷ lệ người xem cao thứ bảy trong những bộ phim truyền hình Hàn Quốc có tỷ lệ người xem cao nhất trong lịch sử truyền hình cáp và đồng thời là bộ phim truyền hình được xếp hạng cao thứ sáu trong những bộ phim truyền hình được xếp hạng cao nhất theo số lượng người xem.

## Nội dung chính
Nữ luật sư kỳ lạ Woo Young Woo kể câu chuyện về Woo Young-woo, một luật sư mắc chứng rối loạn phổ tự kỷ, làm việc tại một công ty luật lớn. Cô ấy có chỉ số IQ cao 164, trí nhớ siêu phàm và cách suy nghĩ sáng tạo, tuy nhiên chỉ số EQ thấp và kỹ năng xã hội của cô bị mai một.

## Dàn diễn viên

### Diễn viên chính
- Park Eun-bin vai Woo Young-woo[6]

Luật sư tân binh tại công ty luật Hanbada. Cô là luật sư ASD đầu tiên ở Hàn Quốc.
- Kang Ki-young vai Jung Myung-seok[7]

Luật sư cấp cao tại Hanbada.
- Kang Tae-oh vai Lee Joon-ho[8]

Nhân viên tại đội pháp lý của Hanbada.

### Diễn viên phụ
- Jeon Bae-soo vai Woo Gwang-ho[8]

Ông bố đơn thân của Woo Young-woo.
- Baek Ji-won vai Han Seon-young[8]

Giám đốc điều hành của Hanbada.
- Ha Yoon-kyung vai Choi Soo-yeon[9]

Bạn học ở trường luật và cũng là đồng nghiệp của Woo Young-woo tại Hanbada.
- Joo Jong-hyuk vai Kwon Min-soo[10]

Đồng nghiệp của Woo Young-woo tại Hanbada.
- Jin Kyung vai Tae Soo-mi[11]

Luật sư tại Công ty Luật Taesan.
- Joo Hyun-young vai Dong Geu-ra-mi[8]

Bạn thân của Woo Young-woo.
- Im Sung-jae vai Kim Min-shik[8]

Chủ quán rượu nơi Dong Geu-ra-mi làm việc.

### Các diễn viên khác
Tập 1. Nữ luật sư kỳ lạ Woo Young
- Kang Ae-sim vai Choi Yeong-ran[12]

Khách hàng của Hanbada, bà bị bên công tố buộc tội cố ý giết chồng.
- Lee Do-kyung vai Park Gyu-sik[12]

Người chồng mất trí nhớ của Choi Yeong-ran.
Tập 2. Chiếc đầm cưới bị tuột
- Shin Ha-young vai Kim Hwa-young[13]

Khách hàng của Hanbada, cô bị ép cưới người mà cô không hề yêu nhưng cuối cùng cô đã dám đứng lên thoát khỏi sự kiểm soát của bố và công khai hạnh phúc bên người yêu đồng giới.
- Choi Dae-hoon vai Jang Seung-jun[14]

Luật sư tại Hanbada.
Tập 3. Tôi sẽ là chú chim cánh cụt
- Moon Sang-hoon vai Kim Jeong-hoon[15]

Khách hàng rối loạn phổ tự kỷ buộc tội giết anh trai mình.
- Yoon Yoo-sun vai Jeon Gyeong-hee[15]

Mẹ của Kim Jeong-hoon.
- Sung Ki-yun vai Kim Jin-pyeong[15]

Cha của Kim Jeong-hoon.
- Lee Bong-jun vai Kim Sang-hoon[16]

Anh trai của Kim Jeong-hoon.
Tập 4. Cuộc xung đột của ba anh em
- Jung Seok-yong vai Dong Dong-sam[17]

Cha của Dong Geu-ra-mi.
- Ko In-beom vai Dong Dong-il[17]

Anh cả của Dong Dong-sam.
- Lee Sang-hee vai Dong Dong-i[18]

Anh trai thứ hai của Dong Dong-sam.
- Lee Seo-hwan vai Jin-hyeok[17]

Hàng xóm của Dong Dong-sam.
Tập 5. Lộn xộn đấu với Mánh khoé
- Yoon Byung-hee vai Bae Seong-cheol[19]

Trưởng nhóm của Phòng Phát triển sản phẩm mới của Ewha ATM.
- Lee Sung-wook vai Hwang Doo-yong[20]

Giám đốc bán hàng của Ewha ATM.
- Shin Hyun-jong vai Oh Jin-jong[21]

Chủ tịch của Geumgang ATM.
- Kim Do-hyun vai Kim Woo-seong[22]

Luật sư đại diện cho Oh Jin-jong.
Tập 6. Nếu tôi là cá voi...
- Kim Hee-ra vai Gye Hyang-shim[23]

Bị cáo đào tẩu Bắc Triều Tiên.
- Lee Ki-young vai Ryu Myung-ha[24]

Thẩm phán trong vụ án của Gye Hyang-shim và Kim Jeong-hee.
- TBA vai Jeong Eui-mo[24]

Bác sĩ đã cấp chứng chỉ cho trường hợp của Gye Hyang-shim và Kim Jeong-hee.
- Nam Jin-bok vai Kim Jeong-bong[25]

Công tố viên

### Xuất hiện đặc biệt
- Koo Kyo-hwan[26]

## Nhạc phim gốc

### Phần 1
| Phát hành vào 29 tháng 6, 2022 | Phát hành vào 29 tháng 6, 2022 | Phát hành vào 29 tháng 6, 2022 | Phát hành vào 29 tháng 6, 2022 | Phát hành vào 29 tháng 6, 2022 | Phát hành vào 29 tháng 6, 2022 |
| STT                            | Nhan đề                        | Phổ lời                        | Phổ nhạc                       | Nghệ sĩ                        | Thời lượng                     |
| ------------------------------ | ------------------------------ | ------------------------------ | ------------------------------ | ------------------------------ | ------------------------------ |
| 1.                             | "Brave" (용기)                 | Noh Young-shim                 | Noh Young-shim Kim Jeong-bae   | Kim Jong-wan (Nell)            | 4:22                           |
| 2.                             | "Brave" (용기; Inst.)          |                                | Noh Young-shim Kim Jeong-bae   |                                | 4:22                           |
| Tổng thời lượng:               | Tổng thời lượng:               | Tổng thời lượng:               | Tổng thời lượng:               | Tổng thời lượng:               | 8:44                           |

### Phần 2
| Phát hành vào 30 tháng 6, 2022 | Phát hành vào 30 tháng 6, 2022   | Phát hành vào 30 tháng 6, 2022 | Phát hành vào 30 tháng 6, 2022 | Phát hành vào 30 tháng 6, 2022 | Phát hành vào 30 tháng 6, 2022 |
| STT                            | Nhan đề                          | Phổ lời                        | Phổ nhạc                       | Nghệ sĩ                        | Thời lượng                     |
| ------------------------------ | -------------------------------- | ------------------------------ | ------------------------------ | ------------------------------ | ------------------------------ |
| 1.                             | "Beyond My Dreams" (상상)        | Noh Young-shim                 | Noh Young-shim Kim Jeong-bae   | Sunwoojunga                    | 3:05                           |
| 2.                             | "Beyond My Dreams" (상상; Inst.) |                                | Noh Young-shim Kim Jeong-bae   |                                | 3:05                           |
| Tổng thời lượng:               | Tổng thời lượng:                 | Tổng thời lượng:               | Tổng thời lượng:               | Tổng thời lượng:               | 6:10                           |

## Sản xuất
Bộ phim sẽ được khởi quay vào ngày 14 tháng 7, 2022.
Vào ngày 14 tháng 7, có thông tin rằng bản quyền của bộ phim truyền hình sẽ được mua để làm lại.

## Tỷ lệ người xem
Tập đầu tiên đã ghi nhận tỷ lệ người xem trên toàn quốc là 0.9%. Đến tập thứ ba đạt 4.0%, đã lập kỷ lục cho xếp hạng cao nhất trong lịch sử . Đây là bộ phim đáng xem nhất ENA.  Bộ phim là chương trình không phải tiếng Anh được xem nhiều nhất trên Netflix trong tuần từ ngày 4 đến ngày 10 tháng 7, đạt 23.9 triệu giờ được xem và xếp hạng đầu tiên trong loạt phim truyền hình không phải tiếng Anh được xem nhiều nhất ở 190 quốc gia.
| Mùa | Mùa | Số tập | Số tập | Số tập | Số tập | Số tập | Số tập | Số tập | Số tập | Số tập | Số tập | Số tập | Số tập | Số tập | Số tập | Số tập | Số tập | Trung bình |
| Mùa | Mùa | 1      | 2      | 3      | 4      | 5      | 6      | 7      | 8      | 9      | 10     | 11     | 12     | 13     | 14     | 15     | 16     | Trung bình |
| --- | --- | ------ | ------ | ------ | ------ | ------ | ------ | ------ | ------ | ------ | ------ | ------ | ------ | ------ | ------ | ------ | ------ | ---------- |
|     | 1   | N/A    | 0.396  | 1.069  | 1.391  | 2.565  | 2.529  | 2.975  | 3.404  | 4.068  | 4.030  | 3.788  | 4.103  | 3.634  | 3.885  | 3.722  | 4.449  | 3.067      |

| Tập | Ngày phát sóng   | Tỷ lệ khán giả trung bình (Nielsen Korea) | Tỷ lệ khán giả trung bình (Nielsen Korea) |
| Tập | Ngày phát sóng   | Toàn quốc                                 | Seoul                                     |
| --- | ---------------- | ----------------------------------------- | ----------------------------------------- |
| 1 | 29 tháng 6, 2022 | 0.948% (32nd)                             | N/A                                       |
| 2 | 30 tháng 6, 2022 | 1.805% (4th)                              | 1.987% (4th)                              |
| 3 | 6 tháng 7, 2022  | 4.032% (2nd)                              | 4.369% (2nd)                              |
| 4 | 7 tháng 7, 2022  | 5.190% (1st)                              | 5.703% (1st)                              |
| 5 | 13 tháng 7, 2022 | 9.138% (1st)                              | 10.297% (1st)                             |
| 6 | 14 tháng 7, 2022 | 9.569% (1st)                              | 10.364% (1st)                             |
| 7 | 20 tháng 7, 2022 | 11.690% (1st)                             | 12.960% (1st)                             |
| 8 | 21 tháng 7, 2022 | 13.093% (1st)                             | 14.970% (1st)                             |
| 9 | 27 tháng 7, 2022 | 15.780% (1st)                             | 18.078% (1st)                             |
| 10 | 28 tháng 7, 2022 | 15.157% (1st)                             | 17.178% (1st)                             |
| 11 | 3 tháng 8, 2022  | 14.173% (1st)                             | 15.384% (1st)                             |
| 12 | 4 tháng 8, 2022  | 14.937% (1st)                             | 16.253% (1st)                             |
| 13 | 10 tháng 8, 2022 | 13.515% (1st)                             | 14.796% (1st)                             |
| 14 | 11 tháng 8, 2022 | 14.646% (1st)                             | 16.075% (1st)                             |
| 15 | 17 tháng 8, 2022 | 13.779% (1st)                             | 15.506% (1st)                             |
| 16 | 18 tháng 8, 2022 | 17.534% (1st)                             | 19.210% (1st)                             |
| Trung bình | Trung bình       | 10.937%                                   | 12.875%                                   |
| - Trong bảng trên, số màu xanh chỉ tỷ lệ người xem thấp nhất và số màu đỏ chỉ tỷ lệ người xem cao nhất. - N/A biểu thị xếp hạng không được công bố. |                  |                                           |                                           |

## Chuyển thể
Vào tháng 7 năm 2022, AStory thông báo rằng bộ phim sẽ được chuyển thể thành webtoon cùng tên. Webtoon sẽ được nối tiếp thành 60 tập, được vẽ bởi họa sĩ HwaUmJo và được viết bởi Yuil và sẽ có sẵn bằng tiếng Hàn, tiếng Anh, tiếng Nhật và tiếng Trung.